# 中間財
中間財（ちゅうかんざい）英語：Intermediate goods　とは経済学用語の一つ。これは経済学で財とされている事柄の一つであり、企業の生産過程において他の財の完成までの中間で使用される財のことである。
中間財を使用することによって、出来上がる最終形態の完成した財のことは最終財という。この場合には特定の財が中間財という風に決まるというわけではない。つまり同一の財であっても、使用状況によって中間財と最終財に分類されることを意味する。たとえば工場で製品を製造する場合に、ある財を材料として製造する場合にはその場合に使われた財は中間財という形になるものの、目標を果たしたため製造を止め残りのその材料である財は使用されずに、在庫という形で残るならばその残りは最終財という形になるわけである。最終財は消費財や生産財として消費者や企業の手に渡る。